# Административен център
Административен център е селище, което е определено да бъде седалище на органи с административно-управленски функции, като в него са съсредоточени съответните публични (държавни и местни) учреждения.
Всяка област, община и кметство в България има населено място – административен център, чието наименование носи. 
В България има 27 административни центъра на 28-те области (град София е административен център на две области), определени с Указ № 1 от 5.01.1999 г. на президента на Република България.
Административните центрове в България са разпределени в йерархична зависимост помежду си, която се определя от административните задачи и съответната територия, която покриват.